# Laephotis angolensis
Laephotis angolensis is een zoogdier uit de familie van de gladneuzen (Vespertilionidae). De wetenschappelijke naam van de soort werd voor het eerst geldig gepubliceerd door Albert Monard in 1935.

## Voorkomen
De soort komt voor in Angola en Congo-Kinshasa.